# Record d'Europe de natation dames du 400 mètres nage libre
Progression du record du monde de natation sportive dames pour l'épreuve du 400 mètres nage libre en bassin de 50 et 25 mètres.

## Bassin de 50 mètres
| Temps            | Athlète             | Naissance | Âge | Nationalité        | Compétition                         | Lieu       | Date              |
| ---------------- | ------------------- | --------- | --- | ------------------ | ----------------------------------- | ---------- | ----------------- |
| 6 min 16 s 6     | Hilda James         |           |     | Royaume-Uni        |                                     | Leeds      | 29 juillet 1921   |
| 6 min 11 s 8     | Marie Braun         | 1911      | 16  | Pays-Bas           |                                     | Bologne    | 2 septembre 1927  |
| 5 min 53 s 6     | Marie Braun         | 1911      | 17  | Pays-Bas           |                                     | Amsterdam  | 4 août 1928       |
| 5 min 46 s 0     | Marie Braun         | 1911      | 19  | Pays-Bas           |                                     | La Haye    | 19 février 1930   |
| 5 min 42 s 0     | Marie Braun         | 1911      | 20  | Pays-Bas           |                                     | Paris      | 30 août 1931      |
| 5 min 16 s 0     | Willy den Ouden     | 1918      | 16  | Pays-Bas           |                                     | Rotterdam  | 12 juillet 1934   |
| 5 min 14 s 2     | Ragnhild Hveger     | 1920      | 17  | Pays-Bas           |                                     | Copenhague | 10 février 1937   |
| 5 min 14 s 0     | Ragnhild Hveger     | 1920      | 17  | Pays-Bas           |                                     | Gand       | 3 octobre 1937    |
| 5 min 12 s 4     | Ragnhild Hveger     | 1920      | 17  | Pays-Bas           |                                     | Magdebourg | 14 novembre 1937  |
| 5 min 11 s 0     | Ragnhild Hveger     | 1920      | 17  | Pays-Bas           |                                     | Copenhague | 12 décembre 1937  |
| 5 min 08 s 2     | Ragnhild Hveger     | 1920      | 18  | Pays-Bas           |                                     | Copenhague | 16 janvier 1938   |
| 5 min 06 s 1     | Ragnhild Hveger     | 1920      | 18  | Pays-Bas           |                                     | Copenhague | 1er août 1938     |
| 5 min 05 s 4     | Ragnhild Hveger     | 1920      | 18  | Pays-Bas           |                                     | Svendborg  | 8 septembre 1938  |
| 5 min 00 s 1     | Ragnhild Hveger     | 1920      | 20  | Pays-Bas           |                                     | Copenhague | 15 septembre 1940 |
| 4 min 58 s 5     | Corrie Schimmel     |           |     | Pays-Bas           |                                     | Sarrebruck | 27 juin 1959      |
| 4 min 58 s 1     | Corrie Schimmel     |           |     | Pays-Bas           |                                     | Utrecht    | 15 juillet 1959   |
| 4 min 57 s 7     | Corrie Schimmel     |           |     | Pays-Bas           |                                     | Waalwijk   | 26 juillet 1959   |
| 4 min 52 s 4     | Corrie Schimmel     |           |     | Pays-Bas           |                                     | Appelscha  | 8 août 1959       |
| 4 min 46 s 9     | Jane Cederqvist     |           |     | Suède              |                                     | Haïfa      | 3 mai 1961        |
| 4 min 46 s 8     | Claude Mandonnaud   | 1950      | 17  | France             |                                     | Melbourne  | 18 février 1967   |
| 4 min 45 s 6     | Susan Williams      |           |     | Royaume-Uni        |                                     | Coventry   | 22 juillet 1967   |
| 4 min 45 s 4     | Elisabeth Ljunggren |           |     | Suède              |                                     | Stockholm  | 20 avril 1968     |
| 4 min 44 s 3     | Marie-José Kersaudy | 1954      | 14  | France             |                                     | Mourenx    | 20 juin 1968      |
| 4 min 42 s 4     | Elisabeth Ljunggren |           |     | Suède              |                                     | Lincoln    | 1er août 1968     |
| 4 min 41 s 1     | Claude Mandonnaud   | 1950      | 18  | France             |                                     | Paris      | 4 août 1968       |
| 4 min 40 s 2     | Gabriele Wetzko     |           |     | Allemagne de l'Est |                                     | Mexico     | 20 octobre 1968   |
| 4 min 36 s 1     | Gabriele Wetzko     |           |     | Allemagne de l'Est |                                     | Vienne     | 15 août 1969      |
| 4 min 32 s 9     | Elke Sehmisch       |           |     | Allemagne de l'Est |                                     | Barcelone  | 8 septembre 1970  |
| 4 min 31 s 9     | Novella Calligaris  | 1954      | 17  | Italie             |                                     | Bolzano    | 20 juillet 1971   |
| 4 min 31 s 7     | Hansje Bunschoten   |           |     | Pays-Bas           |                                     | Rotterdam  | 15 août 1971      |
| 4 min 31 s 3     | Hansje Bunschoten   |           |     | Pays-Bas           |                                     | Bratislava | 28 août 1971      |
| 4 min 31 s 1     | Hansje Bunschoten   |           |     | Pays-Bas           |                                     | Dresde     | 19 mars 1972      |
| 4 min 29 s 8     | Anke Rijnders       |           |     | Pays-Bas           |                                     | Leusden    | 2 juillet 1972    |
| 4 min 29 s 1     | Novella Calligaris  | 1954      | 18  | Italie             |                                     | Syracuse   | 5 juillet 1972    |
| 4 min 26 s 7     | Novella Calligaris  | 1954      | 18  | Italie             |                                     | Turin      | 25 juillet 1972   |
| 4 min 24 s 14    | Novella Calligaris  | 1954      | 18  | Italie             |                                     | Munich     | 30 août 1972      |
| 4 min 22 s 44    | Novella Calligaris  | 1954      | 18  | Italie             |                                     | Munich     | 30 août 1972      |
| 4 min 21 s 79    | Novella Calligaris  | 1954      | 19  | Italie             | Championnats du monde (f)           | Belgrade   | 7 septembre 1973  |
| 4 min 17 s 83    | Angela Franke       |           |     | Allemagne de l'Est |                                     | Vienne     | 20 août 1974      |
| 4 min 17 s 00    | Barbara Krause      | 1959      | 17  | Allemagne de l'Est |                                     | Tallinn    | 14 mars 1976      |
| 4 min 11 s 69    | Barbara Krause      | 1959      | 17  | Allemagne de l'Est | Championnats d'Allemagne de l'Est   | Berlin-Est | 3 juin 1976       |
| 4 min 09 s 89    | Petra Thümer        |           |     | Allemagne de l'Est | Jeux Olympiques                     | Montréal   | 20 juillet 1976   |
| 4 min 08 s 91    | Petra Thümer        |           |     | Allemagne de l'Est | Championnats d'Europe               | Jönköping  | 17 août 1977      |
| 4 min 08 s 76    | Ines Diers          |           |     | Allemagne de l'Est | Jeux Olympiques                     | Moscou     | 22 juillet 1980   |
| 4 min 08 s 58    | Ines Diers          |           |     | Allemagne de l'Est | Championnats d'Europe               | Split      | 9 septembre 1981  |
| 4 min 08 s 25    | Astrid Strauss      | 1968      | 15  | Allemagne de l'Est | Championnats d'Allemagne de l'Est   | Gera       | 17 juin 1983      |
| 4 min 08 s 07    | Astrid Strauss      | 1968      | 15  | Allemagne de l'Est | Championnats d'Europe               | Rome       | 24 août 1983      |
| 4 min 07 s 66    | Astrid Strauss      | 1968      | 16  | Allemagne de l'Est | Jeux de l'Amitié (f)                | Moscou     | 21 août 1984      |
| 4 min 06 s 85    | Heike Friedrich     | 1970      | 16  | Allemagne de l'Est | Championnats d'Allemagne de l'Est   | Berlin-Est | 19 juin 1986      |
| 4 min 06 s 39    | Heike Friedrich     | 1970      | 17  | Allemagne de l'Est | Championnats d'Europe               | Strasbourg | 20 août 1987      |
| 4 min 05 s 94    | Heike Friedrich     | 1970      | 18  | Allemagne de l'Est | Jeux Olympiques                     | Séoul      | 22 septembre 1988 |
| 4 min 05 s 84    | Anke Mohring        | 1969      | 20  | Allemagne de l'Est | Championnats d'Europe               | Bonn       | 17 août 1989      |
| 4 min 05 s 34    | Laure Manaudou      | 1986      | 18  | France             | Jeux Olympiques (f)                 | Athènes    | 15 août 2004      |
| 4 min 03 s 03 RM | Laure Manaudou      | 1986      | 20  | France             | Championnats de France (f)          | Tours      | 12 mai 2006       |
| 4 min 02 s 13 RM | Laure Manaudou      | 1986      | 20  | France             | Championnats d'Europe (f)           | Budapest   | 6 août 2006       |
| 4 min 01 s 53 RM | Federica Pellegrini | 1988      | 20  | Italie             | Championnats d'Europe (f)           | Eindhoven  | 24 mars 2008      |
| 4 min 00 s 66 RM | Joanne Jackson      | 1986      | 23  | Royaume-Uni        | Championnats de Grande-Bretagne (f) | Sheffield  | 16 mars 2009      |
| 4 min 00 s 41 RM | Federica Pellegrini | 1988      | 21  | Italie             | Jeux Méditerranéens (f)             | Pescara    | 27 juin 2009      |
| 3 min 59 s 15 RM | Federica Pellegrini | 1988      | 21  | Italie             | Championnats du monde 2009 (f)      | Rome       | 26 juillet 2009   |

## Bassin de 25 mètres
| Temps            | Athlète         | Naissance | Âge | Nationalité        | Compétition                | Lieu             | Date             |
| ---------------- | --------------- | --------- | --- | ------------------ | -------------------------- | ---------------- | ---------------- |
| 4 min 02 s 05    | Astrid Strauss  | 1968      | 19  | Allemagne de l'Est | Festival Arena             | Bonn             | 8 février 1987   |
| 4 min 01 s 26    | Yana Klochkova  | 1982      | 20  | Ukraine            |                            | Moscou           | 5 avril 2002     |
| 4 min 00 s 20    | Laure Manaudou  | 1986      | 19  | France             |                            | Chalon-sur-Saône | 4 décembre 2005  |
| 3 min 56 s 79 RM | Laure Manaudou  | 1986      | 19  | France             | Championnats d'Europe (f)  | Trieste          | 10 décembre 2005 |
| 3 min 56 s 09 RM | Laure Manaudou  | 1986      | 20  | France             | Championnats d'Europe (f)  | Helsinki         | 9 décembre 2006  |
| 3 min 54 s 92 RM | Joanne Jackson  | 1986      | 22  | Royaume-Uni        | Grand Prix britannique (f) | Leeds            | 8 août 2009      |
| 3 min 54 s 85 RM | Camille Muffat  | 1989      | 23  | France             | Championnats d'Europe (f)  | Chartres         | 24 novembre 2012 |
| 3 min 54 s 52 RM | Mireia Belmonte | 1990      | 22  | Espagne            | Coupe du monde (f)         | Berlin           | 11 août 2013     |